# Hausen (bei Aschaffenburg)

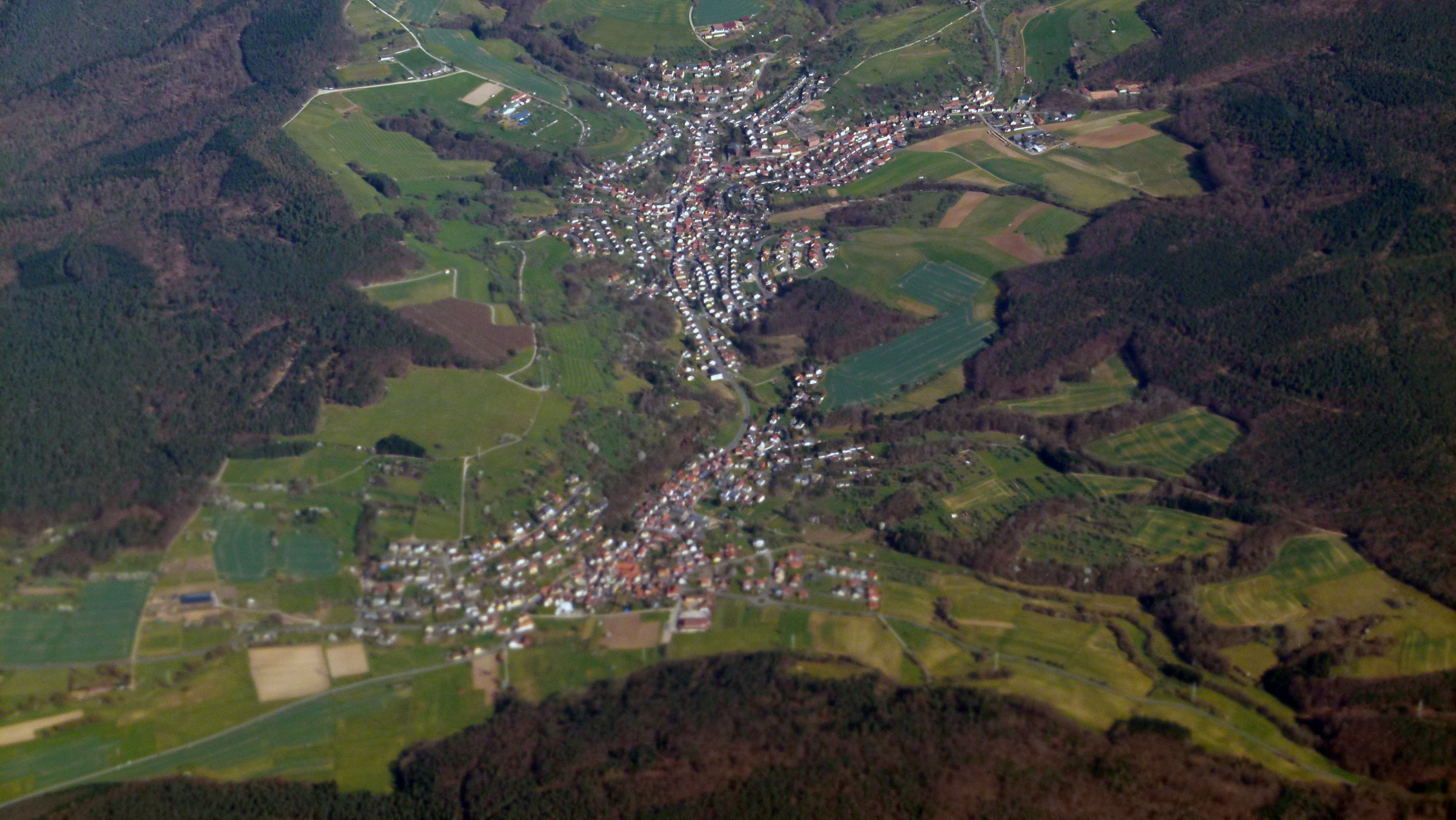
Blick auf Hofstetten und Hausen aus der Luft

Hausen (ⓘ) ist eine Gemeinde im unterfränkischen Landkreis Miltenberg.

## Geografie

### Geografische Lage
Hausen liegt in der Region Bayerischer Untermain. Der topographisch höchste Punkt der Gemeindegemarkung befindet sich mit 405 m ü. NHN am Eichelsberg nördlich von Eichelsbach, der niedrigste liegt am Neuen Graben  bei Hofstetten auf 163 m ü. NHN. Durch Hausen führt der Fränkische Marienweg.

### Gemeindegliederung
Es gibt nur einen Gemeindeteil und eine Gemarkung. Die früheren Orte Oberhausen und Unterhausen sind heute baulich verwachsen und bilden den Gemeindeteil Hausen.

### Nachbargemeinden
|                      | Gemeinde Leidersbach                        |                         |
| Markt Kleinwallstadt | Kompassrose, die auf Nachbargemeinden zeigt | Gemeinde Heimbuchenthal |
|                      | Markt Elsenfeld                             |                         |

## Name

### Etymologie
Das Grundwort im Namen Hausen ist eine Pluralform vom mittelhochdeutschen Wort hûs, das Haus bedeutet.

### Frühere Schreibweisen
Frühere Schreibweisen des Ortes aus diversen historischen Karten und Urkunden:
- 1248 Husin
- 1256 Hausen
- 1311 Hovsen
- 1454 Hawsen
- 1594 Hausen

## Geschichte

### Bis zur Gemeindegründung
Die Orte Oberhausen und Unterhausen im Oberen Erzstift Mainz wurden laut Reichsdeputationshauptschluss 1803 ein Teil des neugebildeten Fürstentums Aschaffenburg des Fürstprimas von Dalberg. 1812 bestand die Mairie Oberhausen mit Unterhausen aus 75 Feuerstellen und 283 Seelen (Einwohnern), wobei die Grundherrschaft von Unterhausen Gräflich Ingelheimisch war. Unterhausen hatte ein eigenes Patrimonialamt. Maire von Ober- und Unterhausen war Peter Brand, seine Adjucte hießen Johann Lebert und Johann Rüth. Ein dritter Adjunct hieß Adam Englert. Englert war zugleich Patrimonialschultheiß von Unterhausen. Mit dem Fürstentum Aschaffenburg, nun ein Departement des Großherzogtums Frankfurt, kam Hausen schließlich 1814 an Bayern. Am 25. April 1856 wurden die beiden bis dahin selbständigen Gemeinden zur Gemeinde Hausen zusammengelegt.

### Verwaltungsgeschichte
Im Jahr 1862 wurde das Bezirksamt Obernburg gebildet, auf dessen Verwaltungsgebiet Hausen lag. Wie überall im Deutschen Reich wurde 1939 die Bezeichnung Landkreis eingeführt. Hausen war nun eine der 35 Gemeinden im Landkreis Obernburg am Main. Mit Auflösung des Landkreises Obernburg kam Hausen am 1. Juli 1972 in den neu gebildeten Landkreis Miltenberg.

### Einwohnerentwicklung
| Jahr      | 1961 | 1970 | 1987 | 1991 | 1995 | 2000 | 2005 | 2010 | 2015 | 2020 |
| --------- | ---- | ---- | ---- | ---- | ---- | ---- | ---- | ---- | ---- | ---- |
| Einwohner | 1207 | 1385 | 1682 | 1850 | 1947 | 1965 | 2007 | 1914 | 1859 | 1857 |

## Politik und Öffentliche Verwaltung
Die Gemeinde ist Mitglied der Verwaltungsgemeinschaft Kleinwallstadt.

### Bürgermeister und Gemeinderat
Seit 1. Mai 2020 ist Michael Bein (HBB) Erster Bürgermeister.
Der Gemeinderat besteht seit der Kommunalwahl 2020 aus 12 Mitgliedern, die sich wie folgt auf die Wahlvorschläge aufteilen:
- CSU/WG 5 Sitze
- Hausener Bürgerblock 7 Sitze[6]

In der vorhergehenden Amtszeit waren beide Wahlvorschläge mit jeweils sechs Gemeinderatsmitgliedern vertreten.

### Wappen
| Wappen von Hausen | Blasonierung: „In Schwarz ein schräglinkes silbernes Flammenschwert, überdeckt von einem durchgehenden von Gold und Rot in zwei Reihen geschachten Kreuz, im vorderen Oberviertel ein silbernes Rad, im hinteren Unterviertel ein silbernes Eichenblatt mit silberner Eichel.“ |
| Wappen von Hausen | Wappengeschichte: Das geschachte Kreuz ist dem Wappen der Grafen von Ingelheim entnommen. Sie waren die Besitznachfolger der Echter von Mespelbrunn, die 1665 ausgestorben sind. Der Ingelheimer Forst trägt bis heute den Namen dieses Adelsgeschlechts. Das silberne Rad, das so genannte Mainzer Rad, erinnert an die einstige Landesherrschaft des Kurstaates Mainz. Das Flammenschwert ist das Attribut des heiligen Michael, dem die Kirche in Hausen geweiht ist. Das Eichenblatt und die Eichel stellen die geografische Lage der Gemeinde im Spessart dar. Dieses Wappen wird seit 1988 geführt. |

## Wirtschaft und Infrastruktur

### Wirtschaft einschließlich Land- und Forstwirtschaft
Es gab im Jahr 2021 nach der amtlichen Statistik im produzierenden Gewerbe 34 und in sonstigen Branchen 77 sozialversicherungspflichtig Beschäftigte am Arbeitsort. Sozialversicherungspflichtig Beschäftigte am Wohnort gab es insgesamt 781. Im verarbeitenden Gewerbe gab es keine, im Bauhauptgewerbe fünf Betriebe. Zudem bestanden im Jahr 2020 sieben landwirtschaftliche Betriebe mit einer landwirtschaftlich genutzten Fläche von 194 ha, davon waren 84 ha Ackerfläche und 110 ha Dauergrünfläche.

### Bildung
Es gibt folgende Einrichtungen (Stand 2022):
- Eine Kindertageseinrichtung mit 99 Plätzen und 88 Kindern, darunter 22 im Alter unter drei Jahren